# Єрик

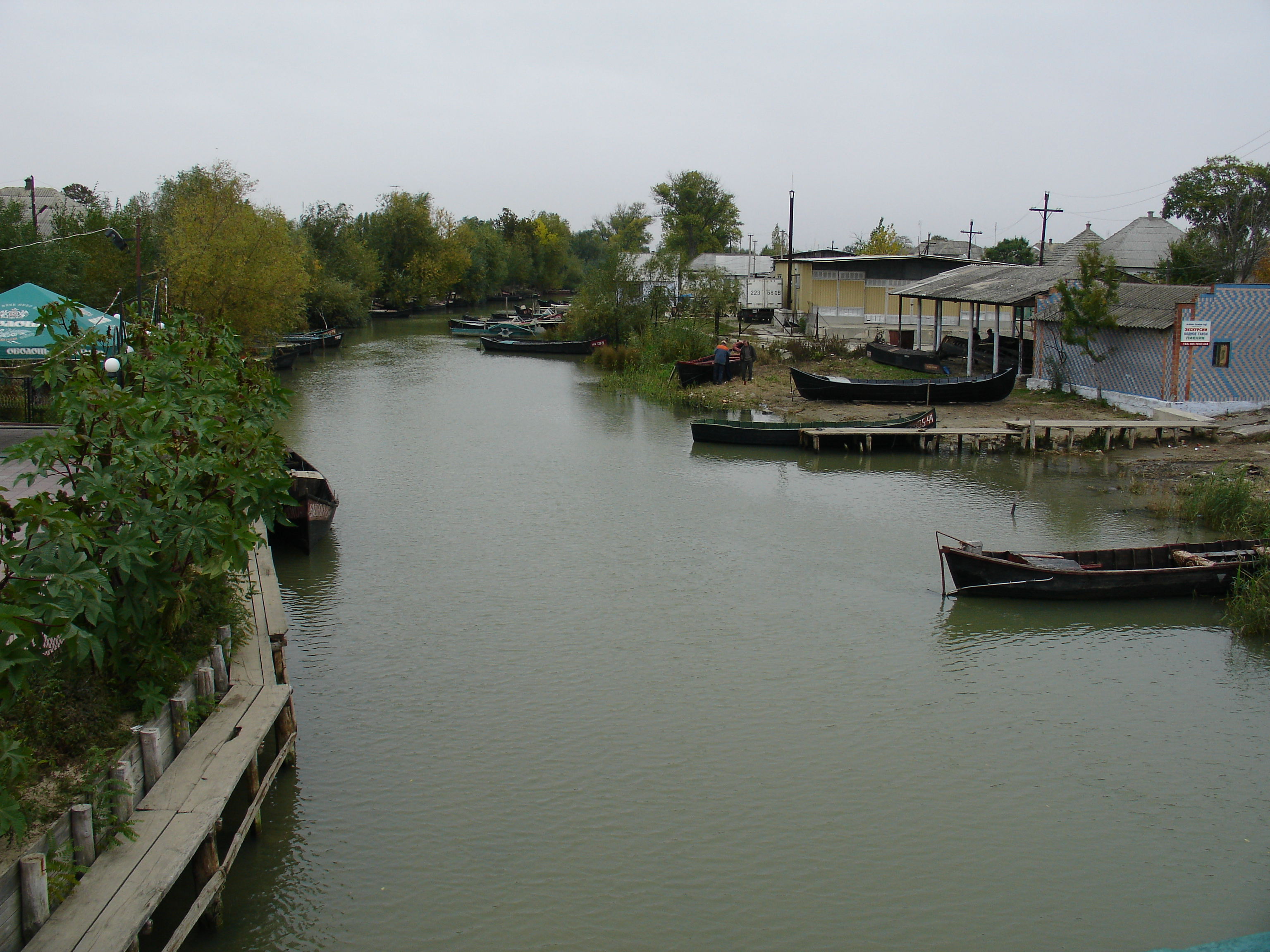
Єрик у місті Вилкове

Є́рик — відносно вузький протік, що з'єднує озера, затоки, протоки річок між собою, а також з морем. Також річкова стариця або штучний осушувальний канал. Єрики бувають постійні і тимчасові (сухі стариці або балки). Вони розташовуються в заплавах річок або між озерами.

## Етимологія
Слово «єрик» пояснюється (див. «Етимологічний словник української мови») як давнє запозичення з тюркських мов (порівн. з пізніше запозиченими ариками і згадуваними у «Слові о полку Ігоревім» яругами). Буквально означає: «щілина, тріщина, провалля» або «байрак, рів». Ця назва особливо поширена по північному узбережжі Каспійського моря (на Прикаспійській низовині) і в пониззі Волги, Дону, Кубані, Дунаю і Дніпра. Слово «єрик» входить у багато топонімів — Єрик (річка), Єрик-Шопино, Козачий Єрик тощо.

## Цікаві факти
- Мабуть, місцем дії в початковому варіанті популярної козацької пісні «Любо, братці, любо» був Чорний Єрик, і тільки пізніше, у зв'язку з кавказькими війнами, відомішим став варіант зі співзвучною кавказькою річкою Терек.
- В Україні одними з найвідоміших єриків є вулиці-канали міста Вилкове.